# Вікінги на Піренейському півострові
Вікінги на Піренейському півострові з'явилися в середині IX століття. Їх очолювали легендарні ватажки Гастінг і Бйорн Залізнобокий, син Рагнара. 844 року вони здійснили перший великий рейд з території Франції, пограбувавши узбережжя Астурії, Галісії, Португалії й Андалусії. Нападники сплюндрували ряд християнських поселень, а також здобули мусульманські міста Лісабон, Кадіс, Медіну і Севілью. Другий рейд вікінгів відбувся у 858—861 роках, під час якого вони грабували Галісію, Андалусію, Мурсію, Балеарські острови і Наварру. Скандинави здобули Альхесірас, Памплону, а також брали участь у виправі до Константинополя 860 року.
Вони займалися набігами на християнські й мусульманські терени з баз, розташованих на території Франкії. Постійних поселень або торговищ вікінгів на півострові не виявлено. Рейди вікінгів тривали до ХІ століття. Відомості про діяльність вікінгів базуються на писемних джерелах. Археологічні матеріали незначні, переважно якоря кораблів вікінгів та насипи, знайдені вздовж річок.

## Назва
У латинських іспанських хроніках вікінги фігурують як люди з півночі — «нормани» (normanni) або «норманський народ» (gens normannorum, gens nordomannorum). Інколи їх називають «лордоманами» (lordomanni), «леодемани» (leodemanorum), або «лотимани» (lotimanorum). Це пов'язано із диссиміляцією носових у місцевих романських мовах — переходом «н» в «л».
У арабських джерелах вікінги згадуються як «мажуси» (مَجوس, majūs, «маги, вогнепоклонники»). Цим словом позначали не лише скандинавів, але й усіх іноземців-немусульман півострова. У праці аль-Масуді вікінги, які здійснили напад на Севілью в 844 році, названі русами і «лавдханами» (al-lawdh’āna, ймовірно, від латинського lordomanni).

## Хронологія
- 844: 1-й рейд вікінгів у Галісії, Португалії, Андалусії.
- 859—861: 2-й рейд вікінгів у Галісії, Андалусії, Мурсії, Наваррі.

## Історія

### Перший рейд (844)
Вікінги вперше з'явилися на Піренейському півострові в 844 році. У серпні їхній об'єднаний флот під командуванням Гастінга й Бйорна Залізнобокого покинув Нуармутьє в гирлі Луари й вирушив на південь вздовж узбережжя Франції. Діставшись півострова, скандинави сплюндрували Біскаю, Астурію й Галісію, але зазнали поразки від місцевого християнського короля Раміро І в околицях Вежі Геркулеса. Після цього їхній флот рушив до португальських земель, незважаючи на шторм.
На початку вересня 844 року вікінги здобули Лісабон, що належав Кордовському емірату Омеядського халіфата. Нападники пограбували і винищили частину населення, а також взяли багато полонених. 13 днів скандинави лишалися тут, час-від-часу вступаючи у сутички з місцевими мусульманами. Лісабонський управитель негайно сповістив кордовського еміра Абда ар-Рахмана ІІ про падіння міста.
Покинувши Лісабон, вікінги рушили далі на південь й пограбували інші мусульманські міста в Іспанії — Кадіс, Медіну, Сідонію, Алхесірас. Ймовірно, вони також здійснили рейд на Асілу в Марокко.
25 вересня 844 року вікінги дісталися на 80 кораблях до Севільї по річці Гвадалківір. Вони встановили табір на острові посеред річкових боліт. 29 вересня місцеві мусульманські сили атакували прибульців, але були биті. 1 або 3 жовтня скандинави штурмували Севілью, що не була захищена стіною. Нападники вчинили різанину в місті, спалили більшу частину будинків, але не змогли здобути севільської цитаделі. Тим часом кордовський емір мобілізував велику армію під командуванням Іси ібн Шухайда. 11 або 17 березня вона розбила вікінгів у вирішальній битві при Таляті (Італіка) й звільнила місто.
Після цього рейдери вирушили грабувати регіон аль-Гарб й покинули Піренейський півострів.
Внаслідок нападу вікінгів християнські й мусульманські правителі Іспанії заходилися укріпляти оборону прибережних земель. У Галісії була споруджена мережа маяків, наглядових веж і гірських замків, що слугували укриттям для населення в разі нападу. В Андалузії великі міста отримали міцні оборонні стіни та арсенали для міського ополчення.

### Другий рейд (858—861)
Вдруге вікінги прибули до Піренейського півострова в 858 році. Це були ті самі сили під проводом Гастінга і Бйорна з бази на Луарі. Вони прибули до Галісії, в район Вежі Геркулеса.
Флот вікінгів числом у 100 кораблів пройшов по річці Ароса й підступив до Сантьяго-де-Компостели. Аби уникнути пограбування, жителі міста запропонували нападникам викуп, але ті взяли місто в облогу, сподіваючись на багатшу здобич. Тим часом астурійський король Ордоньо I вислав проти скандинавів військо на чолі з графом Теоном. Астурійці розбили вікінгів і знищили чверть їхніх човнів.
Згодом нападники обігнули Португалію й дісталися на 62 кораблях до Альхесіраса. Вони здобули місто після триденної облоги, сплюндрували його і спалили місцеву мечеть. Звідти вони поливли до Некору, розбили марокканське військо і грабували північно-африканські міста.
Через неприбутковість походу, вікінги рушили по Середземномор'ю. Вони грабували Балеарські острови, узбережжя Мурсії, Оріуелу, південну Францію.
859 року, залишивши стоянку у Камарзі, флот вікінгів вирушив по Середземному морю до річки Ебро. Скандинави пропливи верх по ній, повз Сарагосу й Туделу, і по притоках Арагону й Арги дісталися до Памплони, столиці Наваррського королівства. Вікінги захопили і пограбували місто, а наваррського короля Гарсію І взяли у полон. Згодом його відпустили за величезний викуп у 70 або 90 тисяч золотих динарів.
Ймовірно, частина флотилії Гастінга і Бйорна рушила до Візантії й брала участь у нападі вікінгів на Константинополь 860 року.

### Рейди 960–970-х
966 року флот вікінгів у 28 кораблів прибув до околиць Лісабону, в район сучасного Алкасер-ду-Сала. У морській битві вони розбили мусульман і захопили полонених. Звідти скандинави рушили грабувати регіон аль-Гарба.